# NGC 5169
NGC 5169 is een balkspiraalstelsel in het sterrenbeeld Jachthonden. Het hemelobject werd op 26 april 1830 ontdekt door de Britse astronoom John Herschel.

## Synoniemen
- UGC 8465
- MCG 8-25-4
- ZWG 246.2
- PGC 47231